# Galle

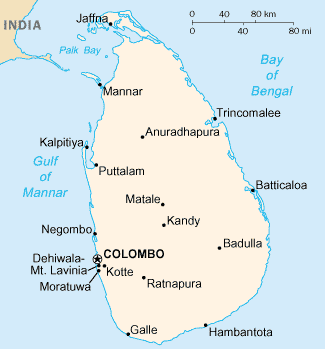
Seri Lanca: localização de Galle no sudoeste da ilha

Galle (sinhala: ගාල්ල Galla; காலி na língua tâmil) é uma cidade situada no sudoeste do Seri Lanca, a 119 km de Colombo. Galle era conhecida como Gimhathiththa (embora ibne Batuta no século XIV se lhe referisse como Qali) antes da chegada dos Portugueses no século XVI, quando era o principal porto da ilha de Ceilão.

## Etimologia
Há muitas verões diferentes a respeito do étimo de onde radica o termo "Galle". Há autores que advogam que o mesmo resultará de uma corruptela da palavra portuguesa «Galo», há outros autores que rejeitam esta alusão ao galináceo e que sustentam que a raiz da palavra advém da palavra cingalesa «galaa», que signfica «manada ou cortelho de gado».

## História

### Isagoge
A remissão histórica mais recuada, referente a Galle, remonta ao mapa mundo de Ptolomeu de 125-150 d.C., que o assinala como um porto movimentado, na então denominada ilha da Taprobana. Figura, por igual na cosmografia de Cosme Indicopleustes, sob o epíteto de «porto do Levante».
Ainda antes da chegada dos portugueses, ibne Batuta, arribou no porto de Galle, se bem que terá sido uma estadia de pouca dura.

### Chegada dos portugueses
Foi a esta cidade que Lourenço de Almeida aportou, em 1505, estabelecendo aí o primeiro contacto dos portugueses com o Ceilão. 
Ao descobrir que a ilha era produtora de canela (especiaria que, à época, orçava alto valor comercial de revenda na Europa), o navegador português tratou de travar amizade com Dharmaparakrama Bahu (1484–1514),  o rei de Cota. Estabeleceu com ele o acordo de que, a troco da protecção militar portuguesa, face aos assédios dos piratas indianos da costa do Malabar, Cota forneceria tributos anuais de canela a Portugal, pagos na cidade de Galle. Mais tarde, em 1518, o local do pagamento foi transferido para Colombo, onde os portugueses erigiram uma fortaleza, mediante o beneplácito do rei de Cota.
Galle é um exemplo epitómico de uma cidade fortificada pelos portugueses no Sudeste asiático, exibindo a harmonia entre o estilo arquitectónico português e as tradições locais. A cidade foi largamente fortificada pelos holandeses de 1649 em diante, ao longo do séc. XVII. O forte de Galle, também conhecido como Forte da Imaculada Conceição, foi erigido em 1588 pelos portugueses e é reconhecido como património mundial da Unesco, sendo a maior fortaleza asiática construída por europeus.

### Posterioridade e era moderna
Galle teve o seu apogeu de desenvolvimento no século XVIII, antes da chegada dos Britânicos, que potenciaram o desenvolvimento de Colombo.[carece de fontes?]
A cidade foi muito afectada pelo Terramoto do Índico de 2004.